# ケニトラ
ケニトラ（アラビア語: القنيطرة; al-qinīṭra, ラテン文字表記: Kenitra）は、モロッコの都市。人口374,041人（2004年）。

## 地理
大西洋岸の平野に位置し、大西洋からは17km離れている。セブー川の河口近くに位置し、大西洋からケニトラの港までは外洋船が遡行できる。

## 経済
ウジダからフェズ、メクネス、ラバト、カサブランカ、マラケシュを結ぶ鉄道幹線上に位置し、ラバトやカサブランカには30分に1本のダイヤで列車が走っている。カサブランカからケニトラ経由して北のタンジェまでタンジェ＝カサブランカ高速鉄道が通る。

## 歴史
ケニトラは1913年に軍港としてフランスによって開かれた。1933年以降、初代モロッコ総督ユベール・リョーテ将軍にちなみポール・リョーテ（Port Lyautey）と呼ばれていたが、1956年の独立と同時に「小さな橋」を意味する現市名に変更された。